# Кийовське передгір'я
Кийо́вське передгі́р'я (чеськ. Kyjovská pahorkatina) — мезорегіон Кійовське передгір'я в Моравії, (Зовнішні Західні Карпати), Чехія. Регіон є південною частиною Центрально-Моравських Карпат. Найвищою точкою є Бабин лом (Babí lom) 417 м над рівнем моря в Вєтежовській Верховині. Площа 482 км², середня висота 235,2 м над рівнем моря.
Кийовське передгір'я утворене з карпатського флішу.
Геоморфологічні підрозділи утворюють Кудловицьке передгір'я (Kudlovická pahorkatina), Мутєніцьке передгір'я (Mutěnická pahorkatina), Важанська верховина (Vážanská vrchovina) і Вєтежовська верховина (Věteřovská vrchovina).
Економічно це сільськогосподарський район зі значною часткою виноградників та фруктових садів.

## Пам'ятки природи
- Богуславіцке странє (Bohuslavické stráně)
- Лоска (Loska)